# Georges Turlier
Georges Turlier   (Saint-Hilaire-Fontaine, 16 de juliol de 1931) és un piragüista en aigües tranquil·les francès, ja retirat, que va competir durant la dècada de 1950.
El 1952 va prendre part en els Jocs Olímpics d'Estiu de Hèlsinki, on guanyà la medalla d'or en la prova del C-2, 10.000 metres del programa de piragüisme. Formà parella amb Jean Laudet. Vuit anys més tard, als Jocs de Roma, fou vuitè en la prova del C-2, 1.000 metres.
En el seu palmarès també destaca una medalles d'or al Campionat del Món en aigües braves de 1949.